# Gørding (przystanek kolejowy)
Gørding (duń. Gørding Station) – przystanek kolejowy w miejscowości Gørding, w regionie Dania Południowa, w Danii. Znajduje się na linii Lunderskov – Esbjerg i obsługuje pociągi regionalne Danske Statsbaner.

## Linie kolejowe
- Linia Lunderskov – Esbjerg